# Dieter Vollhardt
Dieter Vollhardt (* 8. September 1951 in Bad Godesberg) ist ein deutscher Physiker und war von 1996 bis 2018 Professor in Augsburg.

## Leben
Dieter Vollhardt studierte von 1971 bis 1976 Physik an der Universität Hamburg. Es folgte ein dreijähriger Forschungsaufenthalt bei Kazumi Maki an der University of Southern California in Los Angeles (USA) als Stipendiat der Studienstiftung des deutschen Volkes. Während dieser Zeit beschäftigte er sich mit der Theorie kritischer Ströme im supraflüssigen Helium-3, die das Thema seiner Diplomarbeit (1977) und seiner Promotion (1979) an der Universität Hamburg war. Von 1979 bis 1984 arbeitete er als wissenschaftlicher Mitarbeiter von Peter Wölfle und von 1984 bis 1987 als Heisenberg-Stipendiat der DFG am Max-Planck-Institut für Physik und Astrophysik (Heisenberg-Institut) in München. In dieser Zeit war er für mehrere Gastaufenthalte an Forschungseinrichtungen in den USA, u. a. am Institute for Theoretical Physics, Santa Barbara, und den Bell Laboratories, Murray Hill. 1984 habilitierte er sich an der TU München mit einer Arbeit über die Theorie korrelierter Fermisysteme.
Im Jahr 1987 wurde Dieter Vollhardt auf den Lehrstuhl für Theoretische Physik C und die Stelle eines Direktors am Institut für Theoretische Physik an der Rheinisch-Westfälischen Technischen Hochschule Aachen berufen. 1996 nahm er dann einen Ruf auf den neuen, vom Freistaat Bayern eingerichteten Lehrstuhl für Theoretische Physik III (Elektronische Korrelationen und Magnetismus) an der Mathematisch-Naturwissenschaftlichen Fakultät der Universität Augsburg an.

## Auszeichnungen
Im Jahr 2006 wurde Dieter Vollhardt für die Entwicklung und Anwendung der Dynamischen Molekularfeld-Theorie mit dem Agilent Technologies Europhysics Prize 2006 der European Physical Society ausgezeichnet (zusammen mit Antoine Georges, Gabriel Kotliar und Walter Metzner).
Am 17. März 2010 wurde Dieter Vollhardt die Max-Planck-Medaille, die höchste Auszeichnung der Deutschen Physikalischen Gesellschaft für Leistungen in der Theoretischen Physik, verliehen. Der Physiker erhielt diese Auszeichnung „in Würdigung seiner bedeutenden Beiträge zur Ableitung einer neuen Meanfield-Theorie korrelierter Quantensysteme und zum Verständnis von Vielteilchenproblemen in der Quantentheorie kondensierter Materie“. 2011 erhielt er die Ernst-Mach-Ehrenmedaille. Seit März 2011 ist Vollhardt ordentliches Mitglied der Bayerischen Akademie der Wissenschaften. 
2020 hat die American Physical Society (APS) Dieter Vollhardt für seine „bahnbrechenden Beiträge zur Theorie der kondensierten Materie, insbesondere auf dem Gebiet der stark korrelierten Elektronensysteme, der ungeordneten Quantensystemen und der supraflüssigen Phasen des Helium-3“ zum Fellow gewählt. 2022 wurde Vollhardt mit der Feenberg-Medaille ausgezeichnet. 2024 erhielt er für seine grundlegenden Beiträge zur Theorie der elektronischen Korrelationen und des Magnetismus die Ehrendoktorwürde der Universität Warschau.

## Werk
Vollhardt befasste sich seit seiner Diplomarbeit und Dissertation in den 1970er Jahren mit supraflüssigem Helium-3 und seiner komplizierten Phasenstruktur und in den 1980er Jahren unter anderem mit der Theorie der Anderson-Lokalisierung.
Er ist einer der Begründer der Dynamischen Molekularfeld-Theorie (Dynamical Mean-Field Theory) für stark korrelierte elektronische Systeme in der Festkörperphysik, wie die Übergangsmetalle (z. B. Eisen oder Vanadium) und deren Oxide, d. h. Materialien mit Elektronen in offenen d- und f-Schalen. Diese Systeme werden durch die Coulomb-Abstoßung der Elektronen geprägt (starke Korrelation der Elektronen), die die Tendenz hat, Elektronen zu lokalisieren in Konkurrenz zum Wellenaspekt der Elektronen, was zu einer Vielzahl materialspezifischer Phänomene führt, die man besser verstehen möchte (wie Mott-Isolator-Übergänge). Die übliche Bandtheorie oder die Dichtefunktionaltheorie erwies sich dort als ungenügend, und auch die viel untersuchte Modellierung über das Hubbard-Modell erwies sich häufig als nicht flexibel genug. 1989 führten Vollhardt und sein Doktorand Walter Metzner den Grenzfall eines elektronischen Modells mit lokaler Wechselwirkung (Hubbard-Modell) auf einem Gitter mit unendlich vielen Nachbarn ein, was von Gabriel Kotliar und Antoine Georges zur Dynamical Mean-Field Theory weiterentwickelt wurde. Sie lässt sich als selbstkonsistente feldtheoretische Erweiterung eines Störstellen-Modells von Philip Warren Anderson auffassen, mit einem mittleren Feld, das die Ankopplung an ein „Elektronenbad“ beschreibt. Die Verknüpfung der DMFT mit konventionellen Methoden zur Berechnung der elektronischen Bandstruktur, wie der Local Density Approximation (LDA) der Dichtefunktionaltheorie, erlaubt die mikroskopische Berechnung der Eigenschaften von Materialien mit stark korrelierten Elektronen.

## Schriften
- Dynamical mean-field theory for correlated electrons (Einstein Lecture), Ann. Phys. (Berlin), 524, 1 (2012) doi:10.1002/andp.201100250
- mit Gabriel Kotliar, Strongly correlated materials: Insights from dynamical mean field theory, Physics Today, März 2004
- mit Peter Wölfle, Superfluid Phases of Helium 3, Taylor and Francis 1990, korrigierter Nachdruck von Dover Publications 2013
- Suprafluides Helium 3: Die Superflüssigkeit, Teil 1–3, Physikalische Blätter, Bd. 39 (1983), S.41 doi:10.1002/phbl.19830390205, 120 doi:10.1002/phbl.19830390504, 151 doi:10.1002/phbl.19830390605
- Normal 3He: An Almost Localized Fermi-Liquid, Rev. Mod. Phys. 56, 99 (1984) doi:10.1103/RevModPhys.56.99
- Strong-coupling approaches to correlated Fermions, in: Enrico Fermi Kurs 121, Broglia, Schrieffer (Herausgeber), North Holland 1994
- Elektronische Korrelationen und Magnetismus - eine Einführung, pdf
- mit Peter Wölfle, A Diagrammic, Self-Consistent Treatment of the Anderson Localization Problem in d ≤ 2 Dimensions, Phys. Rev. B 22, 4666 (1980) doi:10.1103/PhysRevB.22.4666